# 反町勝夫
反町 勝夫（そりまち かつお、1940年8月12日 - ）は、日本の実業家。弁護士（弁護士法人LEC社員）・弁理士（反町特許事務所）・税理士（税理士法人LEC）・会計士補（会計士補反町会計事務所）・社会保険労務士（社会保険労務士法人LEC代表社員）の資格を持つ。東京リーガルマインド（LEC）創立者で代表取締役会長。LEC東京リーガルマインド大学院大学（LEC会計大学院）元学長。「日本教育再生機構」代表委員。雑誌「法律文化」の出版者。LECの全株式を保有する。

## 来歴
- 1940年 - 群馬県安中市東上秋間生まれ
- 1959年 - 群馬県立高崎高等学校卒業
- 1965年3月 - 東京大学経済学部卒業
- 1965年4月 - 株式会社電通入社（1968年退職）。
- 1970年 - 公認会計士第2次試験合格。TACの前身である税経セミナーの設立に参画。
- 1978年 - 司法試験合格。
- 1979年 - 司法研修所での同期生（第33期）である岩崎茂雄たちと共に、法律・会計関係の資格予備校であるLEC（正式名称・株式会社東京リーガルマインド）を創立し、代表取締役社長に就任。創立当初は講師も務める。
- 1981年 - 弁護士登録（1996年まで）
- 1984年 - LEC監査役就任
- 1996年 - LEC代表取締役社長就任
- 2000年4月 - 弁理士登録
- 2000年6月 - 税理士登録（東京税理士会）
- 2000年 - 社会保険労務士登録（東京社会保険労務士会）
- 2004年4月 - 日本初の株式会社立大学であるLEC大学（正式名称・LEC東京リーガルマインド大学）を創立、学長となる。
- 2004年6月 - 弁護士登録（東京弁護士会）
- 2005年 - 臨時国会で採択された構造改革特別区域法（特区法）の制定に伴い全国14都市にLEC大学が設置。
- 2014年 - LEC代表取締役会長就任
- 2019年 - LEC会計大学院学長退任

## 著書

### 単著
- 『飛翔』（東京リーガルマインド、1993年）
- 『21世紀を拓く法的思考』（東京リーガルマインド、1996年）
- 『司法改革』（東京リーガルマインド、2000年）
- 『司法改革 2』（東京リーガルマインド、2001年）
- 『めちゃくちゃわかるよ!法律』（ダイヤモンド社、2002年）
- 『各界トップが語る改革への法的思考』（東京リーガルマインド、2002年）
- 『各界トップが語る改革のプロセス』（東京リーガルマインド、2003年）
- 『各界トップが語る改革の羅針盤』（東京リーガルマインド、2004年）
- 『各界トップが語るここまで進んだ「改革」』（東京リーガルマインド、2006年）
- 『士業再生』（ダイヤモンド・ビジネス企画、2009年）
- 『わかる!楽しい!法律』（東京リーガルマインド、2010年）

### 共著
- （東京リーガルマインドLEC総合研究所司法試験部）『C‐Book 民事訴訟法〈1〉総論・訴訟の開始・訴訟の審理』［PROVIDENCEシリーズ］（東京リーガルマインド、2004年）
- （東京リーガルマインドLEC総合研究所司法試験部）『C‐Book 民事訴訟法〈2〉訴訟の終了・多数当事者訴訟・上訴』［PROVIDENCEシリーズ］（東京リーガルマインド、2004年）
- （萬年山啓、反町雄彦）『適性テストでわかる大学・学部選び』［大学books高校生選書］ （東京リーガルマインド、2006年）
- （東京リーガルマインド、LEC東京リーガルマインド大学キャリア開発学研究センター）『図解大学入試小論文書き方教室』 ［大学books高校生選書 3］（東京リーガルマインド、2006年）
- （川島慶雄、横田洋三、炭谷茂、江橋崇、井原理代）『「人権の世紀」に求められる人づくり 国際人権大学院大学（夜間）への期待』（国際人権大学院大学（夜間）の実現を目指す大阪府民会議、2007年）

### 監修書
- （東京リーガルマインドLEC総合研究所社会保険労務士試験部編著）『出る順社労士必修基本書』［出る順社労士シリーズ］（東京リーガルマインド、2002年）
- （東京リーガルマインドLEC総合研究所行政書士試験部編著）『出る順行政書士初歩の初歩』［出る順行政書士シリーズ］（東京リーガルマインド、2002年）